# Gonioplectrus hispanus
Gonioplectrus hispanus är en fiskart som först beskrevs av Cuvier 1828.  Gonioplectrus hispanus ingår i släktet Gonioplectrus och familjen havsabborrfiskar. IUCN kategoriserar arten globalt som livskraftig. Inga underarter finns listade i Catalogue of Life.